# Гайи, Жан-Лу
Жан-Лу Гайи (фр. Jean-Loup Gailly) ― французский программист и главный разработчик программы gzip. Также совместно с Марком Адлером разработал zlib. В 2009 году награждён премией STUG (англ. STUG Award) за свою работу над gzip. При этом он автор главы «Фрактальное сжатие изображений» в «Книги о сжатии данных» (англ. The Data Compression Book) и критик политики Ведомства по патентам и товарным знакам США за патентирование «очевидных алгоритмов» (фр. idée évidente).
Патенты на алгоритмы, считает Гайи, опасны для развития открытого программного обеспечения. «Представьте себе математика, который должен платить оброк, чтобы использовать [математическую] теорему.» ― сказал он в интервью журналу «Planète Linux» (рус. Планета Линукс) в октябре 2002 года.
Гайи написал gzip после покупки персонального компьютера Olivetti 8086 (8 МГц) в 1985 году и сразу же отметил проблему, что места на диске (20 МБ) не хватает. В 1991 году участвовал в группе Info-ZIP и переписал алгоритм программы PKZIP в октябре 2002 года.

## Образование
В 1978 году опубликовал свою первую научную статью о расположении пульсаров под руководством Джеймса Лекё (фр. James Lequeux). В 1970 и 1980 годах занимался исследованием турбулентности стратосферы в Национальном центре научных исследований.

## Работа
- 1981—1989 программировал на языке Ада для фирмы Alsys
- 1990—1995 работал над микроядром ChorusOS в компании Chorus Systèmes (англ.)
- 1995—1999 был ответственным лицом в фирме General Electric Medical Systems
- 1999—2001 был техническим директором Мандривы Линукс
- 2001—2003 работал в качестве главного архитектора программного обеспечения для фирмы Poseidon
- 2003—2006 управлял командой в фирме Business Objects
- 2006—2014 был техническим руководителем в Google Швейцарии и потом в Google Франции